# PGC 933903
LEDA/PGC 933903 ist eine Balken-Spiralgalaxie im Sternbild Eridanus am Südsternhimmel. Sie ist schätzungsweise 547 Millionen Lichtjahre von der Milchstraße entfernt.
Im selben Himmelsareal befindet sich u. a. die Galaxie NGC 1357.